# Argas zumpti
Argas zumpti är en fästingart som beskrevs av Hoogstraal, Kaiser och Glen M. Kohls 1968. Argas zumpti ingår i släktet Argas och familjen mjuka fästingar. Inga underarter finns listade i Catalogue of Life.